# Svensk roulette
Svensk roulette är en dansk kortfilm från 1997 i regi av Anders Gustafsson. I rollerna ses bland andra Carl Kjellgren, Iben Hjejle och Bent Warburg.
Filmen producerades av Birgitte Skov och spelades in med Henrik Bohn Ipsen som fotograf efter ett manus av Gustafsson och Peter Hugge. Den premiärvisades den 15 juni 1997 på Dagmarteatern i Köpenhamn.

## Rollista
- Carl Kjellgren – Frans
- Iben Hjejle – Rebekka
- Bent Warburg – man i kostym
- Laust Højbjerg – hantlangare
- Baard Owe	– utmätningsman
- Mads Mikkelsen – Mogens
- Mikael Strandberg – full svensk
- Henrik Koefoed – spelare